# Nadja Nadgornaja
Nadja Nadgornaja (ur. 22 września 1988 w Kijowie) – niemiecka piłkarka ręczna pochodzenia ukraińskiego, reprezentantka kraju, rozgrywająca. Obecnie występuje w Bundeslidze, w drużynie Thüringer HC.

## Sukcesy
- mistrzostwo Niemiec  (2011)
- puchar Niemiec  (2011)